# Кобенц
Кобенц (нім. Kobenz) — ярмаркова комуна  (нім. Marktgemeinde)  в Австрії, у федеральній землі Штирія.
Входить до складу округу Мурталь. Населення становить 1802 особи (станом на 31 грудня 2015 року). Займає площу 17 км². У 860 році місце згадувалося як «ad Chumbenzam». 1151-го діяла парафія.

## Розташування
| Зеккау    | Зеккау        | Зеккау                           |
| Зеккау    | Розташування  | Санкт-Лоренцен-бай-Кніттельфельд |
| Шпільберг | Кніттельфельд | Санкт-Марайн-бай-Кніттельфельд   |